# 7377 Pizzarello
7377 Pizzarello è un asteroide della fascia principale. Scoperto nel 1981, presenta un'orbita caratterizzata da un semiasse maggiore pari a 2,2220892 au e da un'eccentricità di 0,1711550, inclinata di 4,67566° rispetto all'eclittica.
L'asteroide è dedicato alla professoressa statunitense Sandra Pizzarello.